# Zdobycie Zemunia
Zdobycie Zemunia – zajęcie i splądrowanie cytadeli w Zemuniu dokonane ok. 20 czerwca 1096 roku przez wojska I wyprawy ludowej.

## Przemarsz armii Waltera bez Mienia
Wyprawa ludowa wyruszyła w kwietniu 1096 roku z Kolonii i skierowała się w stronę Konstantynopola. Król Koloman I zezwolił wojskom krzyżowym na przemarsz przez terytorium węgierskie. Oddział Waltera bez Mienia dotarł pod koniec maja do Zemunia, gdzie znajdowała się granica z Cesarstwem Bizantyńskim. Doszło tam do incydentu, gdy szesnastu krzyżowców splądrowało bazar. Węgrzy szybko złapali awanturników, a następnie odebrali im broń i wygnali z miasta. Oburzone wojska krzyżowe przystąpiły do rabowania okolic Belgradu i wdały się w walki z miejskim garnizonem. W walkach zginęło wielu krzyżowców, a kilkunastu spłonęło żywcem w kościele. Krótko po tych wydarzeniach Walter opuścił miasto i kontynuował podróż do Konstantynopola.

## Zdobycie miasta przez krzyżowców
20 czerwca 1096 roku do Zemunia dotarła znacznie liczniejsza armia pod dowództwem Piotra z Amiens. Namiestnik twierdzy rozkazał zaostrzyć środki bezpieczeństwa. Krzyżowcy byli podejrzliwi, szczególnie po otrzymaniu informacji o losie szesnastu ludzi Waltera. Prawdopodobnie to było przyczyną walk, które wybuchły w mieście. Według niektórych przekazów, bitwa rozpoczęła się na targu od sprzeczki o cenę butów. Oddział krzyżowców pod dowództwem Gotfryda Burela zaatakował i zdobył miejską twierdzę. W walkach zginęło ok. 4 000 Węgrów, a krzyżowcy zdobyli znaczne zapasy żywności. Po tym nieoczekiwanym sukcesie wojska Piotra z Amiens szybko przeprawiły się przez Sawę, aby uniknąć zemsty Węgrów.